# Willem van Arkel

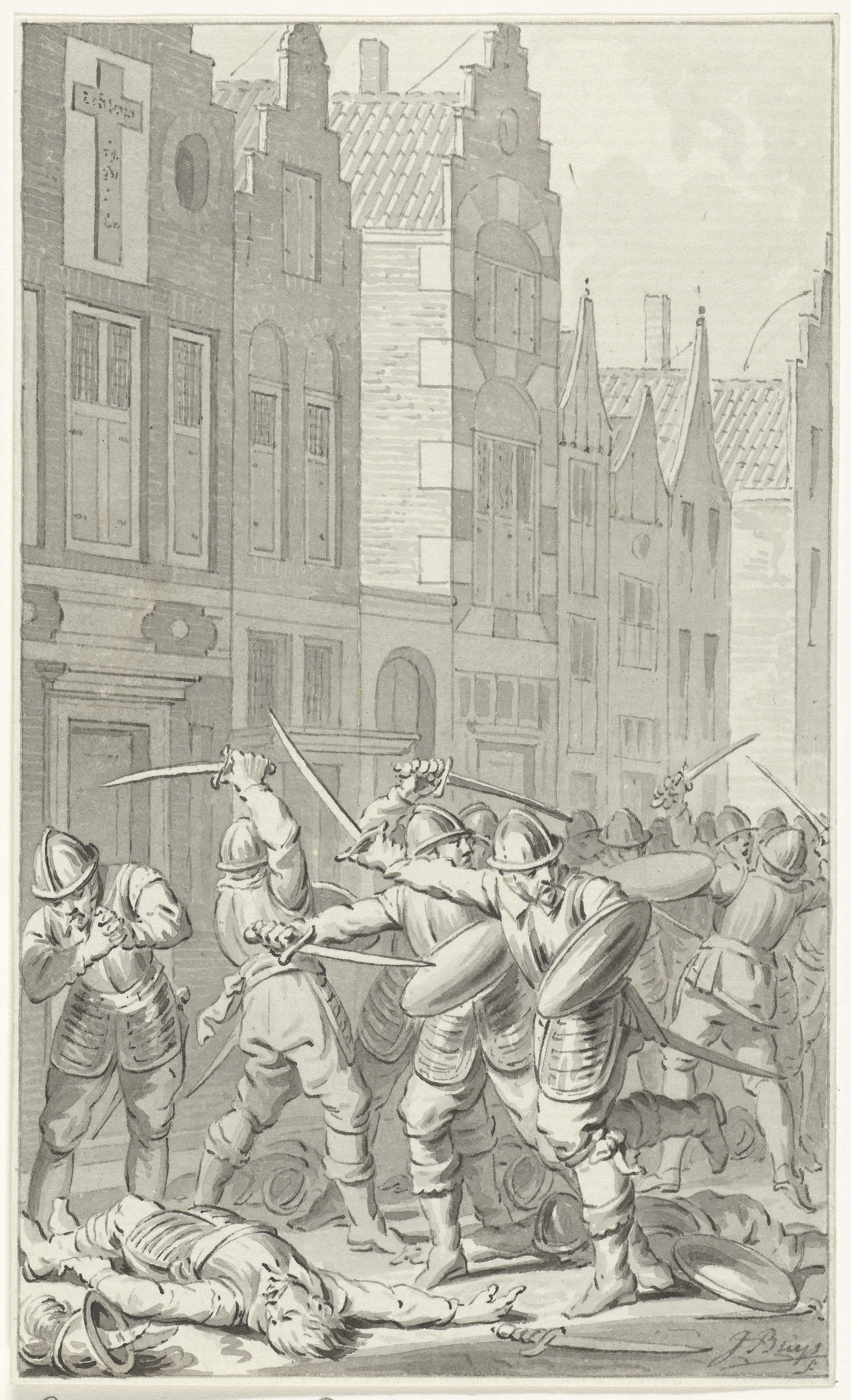
gevecht in de krijtsteeg te Gorinchem met gesneuvelde Willem van Arkel, gravure Jacobus Buijs (1788).

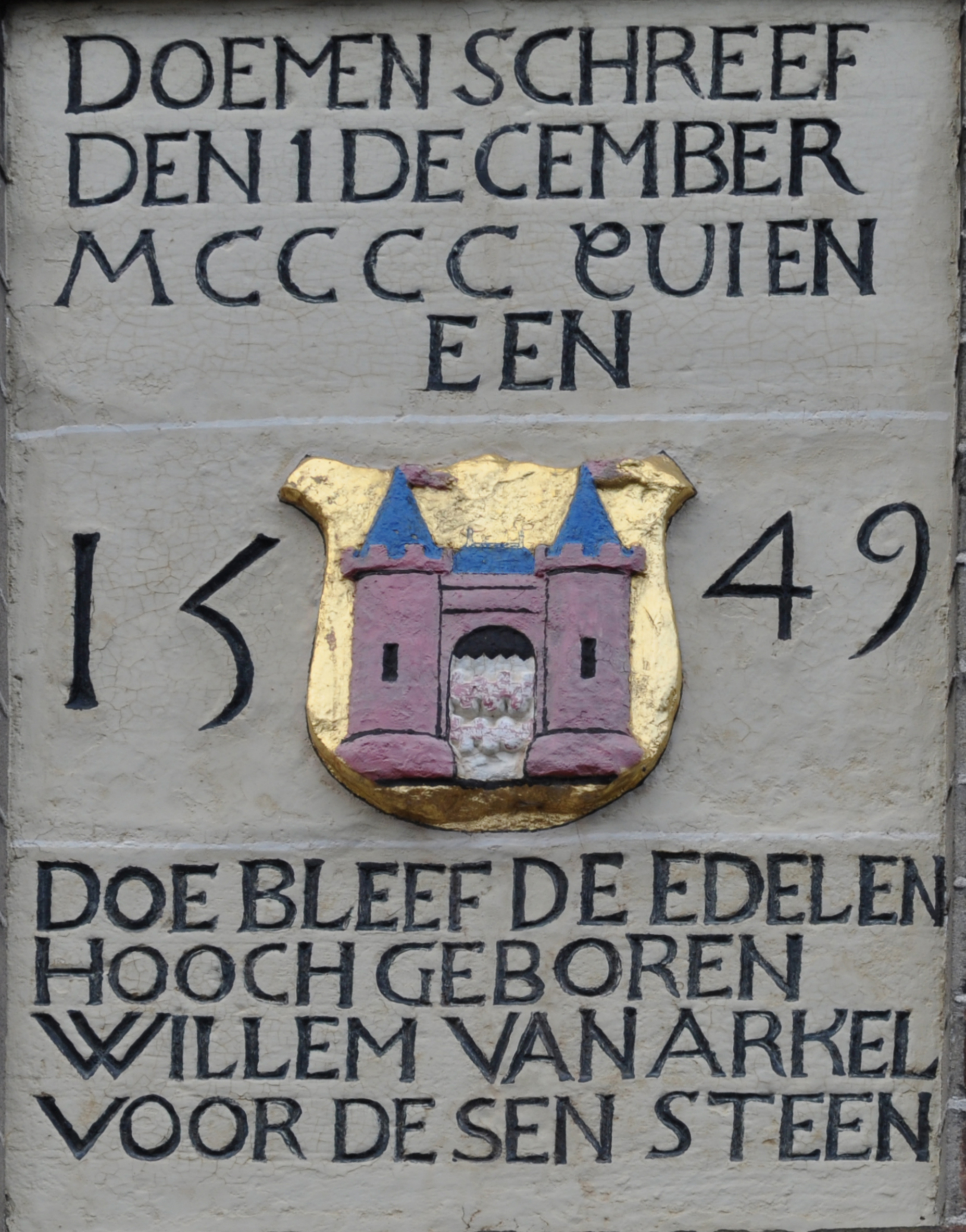
Gedenksteen in de Revetsteeg te Gorinchem aan het sneuvelen van Willem van Arkel op 1 december 1417 (steen gemaakt in 1549).

Willem Otto van Arkel (ca.1385 - Gorinchem, 1 december 1417) was de laatste telg uit het huis van Arkel en een van de mogelijke opvolgers van Reinoud IV van Gelre, als Hertog van Gelre. Tussen 1409 en 1412 was hij officieel heer van Arkel en Gorinchem, doordat zijn vader Jan V van Arkel het Land van Arkel had verkocht aan Reinoud IV van Gelre. Reinoud IV vergaf het in leen aan Willem.

## Levensloop
Hij was een zoon van Jan V van Arkel en Johanna van Gulik. Zijn zuster Maria van Arkel huwde met Jan II van Egmont. Willem komt voor het eerst voor in een akte van 26 april 1400, waar grond in Gelre wordt gekocht. Wordt niet genoemd tijdens het Beleg van Gorinchem in 1402, maar komt vanaf 1403 wel weer voor in diverse akten. Willem wordt in 1406 gevraagd door het bestuur van de stad Gorinchem om het leiderschap van zijn vader op zich te nemen. Dit doet hij kort, maar omdat hij van alle kanten gemanipuleerd wordt, schaart hij zich weer achter zijn vader en verlaat Gorinchem in februari 1407. In maart 1407 viel de stad weer in handen van Willem VI, graaf van Holland, echter pleegde Willem van Arkel in de nacht van 13 en 14 september 1407 een inval op Gorinchem, waarbij de stad weer aan de van Arkels en de Hertog van Gelre terug viel.
In 1409 houdt Willem zich op aan het hof van Gelre, waar zijn vader Jan van Arkel op 22 april 1409 het land van Arkel plus bezittingen aan Reinoud IV van Gelre verkoopt. Willem van Arkel weet bij deze hertog de titel van heer te verkrijgen en dat de burgers hem ook als heer van Gorinchem erkennen. Het zelfde jaar krijgt Willem de positie van commandant van de Gelderse ruiterij
Na het beëindigen van de Arkelse Oorlogen op 12 juli 1412, kwam de stad Gorinchem weer in handen van Willem VI van Holland, de graaf kocht het goed vrij voor 100.000 Franse kronen aan Reinoud IV van Gelre. Eerst zou Willem VI van Holland de stad Gorinchem voor 50.000 Franse kronen weer in leenbeheer vergeven aan Willem van Arkel, maar Jan van Arkel versperde deze weg door de graaf van Holland en de Hertog van Gelre voor samenzweerders uit te maken. Willem en Jan van Arkel werden verbannen uit Gelre waarbij ze hun bezitting van Oyen moesten inleveren aan Reinoud IV. Jan van Arkel werd in 1415 gevangen genomen en Willem van Arkel was intussen naar Brabant gevlucht en dacht rond 1417 genoeg manschappen achter zich te hebben verkregen om een poging te doen tot inname van Gorinchem. Willem wist met zijn Kabeljauwse medestanders de stad binnen te dringen, maar na enkele dagen in de kleine straatjes, ter hoogte van de Revetsteeg en Krijtsteeg, werd Willem tijdens de gevechten dodelijk getroffen en stierf in het harnas.

## Sage
Volgens een sage zou net nadat Willem neergestoken was, Jacoba van Beieren vanuit haar kasteel naar hem toegesneld zijn. Mogelijk om hem te zien sterven, maar mogelijk ook om een verbond te sluiten. In 1662 verscheen er een toneeluitvoering gebaseerd op de bevindingen van Abraham Kemp, geschreven door Joan van Paffenrode, getiteld Onder-Gang van de Jonkheer Willem van Arkel ingaand op de mogelijke relatie tussen Jacoba en Willem van Arkel. Deze vertelling werd door Jacob van Lennep verwerkt tot een romantisch drama getiteld Jacoba en Bertha met daarin vermengd de gekoesterde liefde van Jacoba voor de heer van Arkel. 
Mejuffrouw Antoinet van Buren-Schele schreef in 1837 de roman Grootheid en de val van de Heeren van Arkel, liftend op de voorgaande verhalen.
In 2004 gaf Ines van Bokhoven de jeugdroman Verraad! De wraak van de graaf uit, een roman over Willem van Arkel en de Arkelse Oorlog.
Willem had geen nazaten, afgezien van vier bastaarddochters.